# Brachys assimilatus
Brachys assimilatus es una especie de escarabajo barrenador metálico del género Brachys, categorizada en la tribu Trachyini, de la subfamilia Agrilinae.

## Taxonomía
Fue descrita científicamente por Obenberger en 1922.
Tratamiento taxonómico
La especie aparece registrada y publicada en Beiträge zur Kenntnis Buprestiden (Col). Archiv für Naturgeschichte 88 (A) 12:64-168. (1922).